# ودیگامدا
ودیگامدا (به لاتین: Wedigammedda) یک منطقهٔ مسکونی در سری‌لانکا است که در استان مرکزی (سری‌لانکا) واقع شده‌است.